# حسن أباد أبريزة
حسن‌ أباد أبريزة هي قرية في مقاطعة تيران وكرون، إيران. عدد سكان هذه القرية هو 1,229 في سنة 2006.